# 石屋川
石屋川（いしやがわ）は、兵庫県神戸市東部を流れる河川。二級水系の本流である。

## 概要
山麓から河口までの距離が極めて短い急流で、中流域は天井川となっている。灘区と東灘区の境界となっており、川沿いに遊歩道や公園が整備されている。かつて六甲山から切りだされた御影石を加工する石材屋が川沿いに軒を連ねたことから石屋川と名づけられた。

## 流路
神戸市灘区東部に位置する六甲山系坊主山（標高376m）に源を発する。上流域は砂防堰堤があり急峻な地形となっている。阪急神戸線よりやや南に下った辺りで支流の新田川と合流する。中流域から下流域は両岸に住宅地が広がり、河口付近には工場や倉庫が多く見られる。石屋川をまたぐ形で設置されている阪神石屋川駅より下流は川床がまさ土となっているため伏没水となり水が枯れていることが多い。
河口の対岸には埋立地に立地する神戸製鋼所神戸製鉄所がある。

## 歴史
付近を流れる住吉川等と同様、急流であるため古くから度々氾濫し阪神大水害をはじめ大きな水害をもたらしてきたが流域にはいくつかの文化的資産があり、名作の舞台としても描かれている。

### 石屋川隧道
大阪・神戸間で日本で2番目となる鉄道を建設する際、芦屋川・住吉川・石屋川の3河川は天井川となっていたため、川の下に鉄道を通すこととなった。3河川のうち最初に開削されたのが石屋川を通る石屋川隧道（石屋川トンネル）である。1871年（明治4年）7月に竣工し、1874年（明治7年）5月の鉄道開通で供用が開始された。現在は路線の高架化に伴い埋め立てられているため往時の姿を拝することはできないが、この石屋川隧道こそが日本で最初の鉄道用トンネルである。現在はかつてトンネルのあった場所にひっそりと記念碑が建てられている。

### 火垂るの墓の舞台
野坂昭如原作『火垂るの墓』で神戸大空襲の際、清太・節子兄弟が空襲の中逃げ出してきた川が石屋川である。一息ついた清太と節子が見渡した焼け野原にぽつりと残っていた公会堂が国道2号と石屋川が交差する地点に建つ御影公会堂である。現在も残る御影公会堂は阪神大水害、太平洋戦争、阪神・淡路大震災と3つの惨劇を生き延びてきた歴史的建造物である。また、兄弟が母との待ち合わせ場所にしていた二本松はそれらしい立木を確認することはできないが石屋川流域には多数の松の木が残っている。

### 阪神・淡路大震災
阪神・淡路大震災の際、石屋川流域は家屋の火災が相次いだ。消火のために石屋川の水をバケツリレーで汲みだすシーンは崩れ落ちた高架と高架から落下した阪神電車の車体とともに象徴的映像としてたびたびテレビで放送された。

## 流域の自治体
- 兵庫県神戸市
  - 灘区
  - 東灘区

## 流域の観光地など
- 御影公会堂
- 綱敷天満宮